# Stanisław Cinal
Stanisław Cinal (ur. 1932, zm. 12 września 2016) – polski historyk, biblista i religioznawca, doktor habilitowany nauk humanistycznych, nauczyciel akademicki Instytutu Religioznawstwa Uniwersytetu Jagiellońskiego w Krakowie oraz Uniwersytetu Jana Kochanowskiego w Kielcach, specjalista w zakresie religii Starożytnego Wschodu i ugarytologii.

## Życiorys
Był księdzem we wspólnocie pallotynów, ale opuścił stan kapłański. Jeszcze jako ksiądz uczestniczył w rewizji tłumaczenia Księgi Rodzaju, Księgi Wyjścia, Księgi Izajasza oraz proroków mniejszych w II wydaniu Biblii Tysiąclecia. W latach 1959–1962 odbył studia w Papieskim Instytucie Biblijnym zakończone licencjatem naukowym. Od 1964 do 1972 był lektorem języka hebrajskiego i języków orientalnych w Instytucie Nauk Biblijnych Katolickiego Uniwersytetu Lubelskiego. W 1970 obronił pracę doktorską Elohim Aherim u Jeremiasza, napisaną pod kierunkiem Stanisława Łacha. Po odejściu ze stanu duchownego znalazł zatrudnienie w Instytucie Religioznawstwa Uniwersytetu Jagiellońskiego.
W 1998 na podstawie dorobku naukowego oraz rozprawy pt. Ba'al z Ugarit a inni bogowie burzy starożytnej Syrii i Palestyny uzyskał na Wydziale Filozoficznym Uniwersytetu Jagiellońskiego stopień doktora habilitowanego nauk humanistycznych dyscyplina religioznawstwo specjalność religioznawstwo. W latach 1999–2001 pełnił funkcję kierownika Zakładu Historii i Fenomenologii Religii UJ. Był także profesorem nadzwyczajnym Uniwersytetu Jana Kochanowskiego w Kielcach.
Zmarł 12 września 2016. Pogrzeb odbył się 15 września 2016 w Wieprzu koło Andrychowa.